# Der Klient
Der Klient (Originaltitel: The Client) ist ein 1993 erstmals veröffentlichter Roman des amerikanischen Autors John Grisham. Das Buch wurde auch verfilmt.

## Inhalt
Der elfjährige Mark Sway und sein achtjähriger Bruder Ricky wollen eigentlich nur eine Zigarette im Wald rauchen, als sie über den Mafia-Anwalt Jerome Clifford aus New Orleans stolpern, der gerade dabei ist, sich das Leben zu nehmen. Mark, der nicht tatenlos zusehen will, wird von Clifford überwältigt und erfährt unfreiwillig das Versteck der Leiche eines amerikanischen Senators, den Cliffords Mandant Barry Muldanno umgebracht hat.
Mark kann aus dem Wagen fliehen, doch nicht ohne Spuren zu hinterlassen. Roy Foltrigg, ein Staatsanwalt aus New Orleans, der schon seit Monaten auf der Jagd nach Beweisen für den Mord ist, will Mark unbedingt verhören. Der Junge wird jedoch zugleich von der Mafia unter Druck gesetzt. Verzweifelt wendet Mark sich an die Rechtsanwältin Reggie Love. Diese versucht als Erstes, Mark aus der Schusslinie zu bringen. Sowohl Foltrigg als auch die Mafia setzen jetzt auch Marks Anwältin zu.
Mark ist den Ereignissen jedoch nicht gewachsen, was Schwierigkeiten verursacht und dazu führt, dass er in Schutzhaft genommen wird. Durch Vortäuschung von PTS wird er ins Krankenhaus eingeliefert und kann fliehen. Schließlich bleibt für beide nur ein Ausweg: Die Leiche des Senators muss gefunden werden.
Der Roman endet damit, dass Mark und seine Familie in das Zeugenschutzprogramm aufgenommen werden, nachdem er die Staatsanwaltschaft über den Aufenthaltsort der Leiche des Senators informiert hat.

## Umsetzungen

### Film
Unter der Regie von Joel Schumacher wurde der Stoff des Romans 1994 verfilmt, siehe Der Klient (Film).

### Serie
Von der in den Jahren 1995/96 gedrehten und auf dem Roman basierenden Fernsehserie wurde wohl aufgrund mangelnden Erfolges nur eine Staffel produziert. Gegenüber der Romanvorlage wurden viele Fakten verändert, unter anderem war Staatsanwalt Foltrigg nun in Memphis tätig. Die Hauptrollen übernahmen JoBeth Williams (Reggie) und John Heard (Foltrigg). In Gastrollen waren unter anderem Christopher Masterson, Jason James Richter und Scarlett Johansson zu sehen.